# Léon Rosenfeld

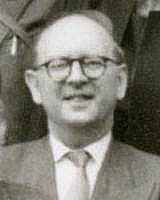
Léon Rosenfeld (1963)

Léon Rosenfeld (Charleroi, 14 augustus 1904 – 23 maart 1974) was een Belgische natuurkundige. Hij ontving zijn doctoraat aan de Université de Liège in 1926. Hij werkte samen met de Deense natuurkundige Niels Bohr. Hij gebruikte ook de naam 'lepton' voor het eerst, namelijk in zijn boek Nuclear Forces uit 1948. In 1949 ontving hij de Francquiprijs voor exacte wetenschappen.

## Academische loopbaan
- Doctoraat aan de UCL (1926), en post-doctoraat in Parijs, Göttingen en Zürich, waar hij de werken van Werner Heisenberg en Wolfgang Pauli en de beginselen van kwantummechanica leerde kennen.
- Van 1930 tot 1940 was hij faculteitslid in Luik, en een nabije medewerker van Niels Bohr, die hij vaak bezocht in Kopenhagen. Hun samenwerking leidde onder andere tot hun analyse van de meetbaarheid van kwantumvelden, gepubliceerd in 1933. Vanaf 1930 doceerde hij in Luik theoretische fysica. In 1937 werd hij er gewoon hoogleraar. In datzelfde jaar identificeert hij als eerste een interstellair molecule.[3][4]
- Van 1940 tot 1947 bekleedde hij de positie van professor aan de Universiteit Utrecht in Nederland.
- Van 1947 tot 1958, directeur van het departement van theoretische fysica aan de Universiteit van Manchester, Engeland.
- Van 1958 tot aan zijn dood in 1974, had hij de Nordita-zetel, in Kopenhagen, Denemarken.
- In 1949 ontving hij de Francquiprijs.

## Werken
- (de)  Niels Bohr en Léon Rosenfeld, Zur frage der messbarkeit der electromagnetischen feldgrossen, Kgl. Danske Videnskabernes Selskab Mat.-Fys. Medd. 12, 1933, 8.
- (en)  Niels Bohr en Léon Rosenfeld, Field and Charge Measurements in Quantum Electrodynamics, Physical Review 78, 1950, 794.
- (en)  Abraham Pais, Niels Bohr's times, in physics, philosophy, and polity, Oxford university press, 1991, ISBN 0-19-852048-4

- Bibsys: 90151052
- Biblioteca Nacional de España: XX1158848
- Bibliothèque nationale de France: cb121640166 (data)
- Catàleg d'autoritats de noms i títols de Catalunya: 981058518879006706
- CiNii: DA02323645
- Gemeinsame Normdatei: 131628976
- International Standard Name Identifier: 0000 0001 1036 894X
- Library of Congress Control Number: n83028951
- Nationale Bibliotheek van Letland: 000183058
- Mathematics Genealogy Project: 106036
- Bibliotheek van het Japanse parlement: 001194693
- Nationale Bibliotheek van Tsjechië: skuk0004866
- Nationale bibliotheek van Australië: 35462568
- Nationale Bibliotheek van Israël: 987007463157605171
- Nederlandse Thesaurus van Auteursnamen: 068436335
- Réseau des bibliothèques de Suisse occidentale: 02-A003760587
- LIBRIS: 232882
- SNAC: w6q81f8f
- Système universitaire de documentation: 03016849X
- Trove: 961697
- Virtual International Authority File: 7430105
- WorldCat: E39PBJh8QFwRXQv98dwfKrw9jC